# 高塚省吾
高塚 省吾（たかつか せいご、1930年7月26日 - 2007年5月28日）は、日本の洋画家。美人画・裸婦で絶大な人気を誇った。

## 生涯
岡山市出身、東京芸術大学で梅原龍三郎、林武、硲伊之助に師事、1953年卒業。同年、恩師で日本美術会の委員長を務めた硲伊之助の影響から、第7回日本アンデパンダン展（日本美術会主催）に出品。以後、第11回まで出品。新東宝撮影所美術課に勤務のかたわら「8人の会」を結成、個展を開くなどしたが作品に恵まれず、1955年には谷桃子バレエ団の美術担当となり台本も書く。1956年NHK広報室嘱託となり、1968年まで勤める。1957年より小津安二郎監督映画のタイトルを担当するなど多方面に活躍。
禅の修行により自らの作風を見つめなおし、1970年代初めには、春陽堂版江戸川乱歩全集の表紙絵を手がけ、1978年にはジャパン・エンバ美術賞入選。1979年曹洞宗で受戒。1980年『高塚省吾素描集　おんな』を出版、裸婦美人画家としての名声を確立、その絵はカレンダーやポストカードとなり画集は広く親しまれた。

## 画集など
- しらける 高塚省吾絵ッ声集 ブロンズ社 1970
- Artist close-up高塚省吾 文芸出版 1984
- 高塚省吾作品集 芸術新聞社 1992
- 高塚省吾パステル画集 芸術新聞社 1993
- 高塚省吾作品集 2 光と風 芸術新聞社 1995
- 高塚省吾の絵の話 芸術新聞社 1996
- 高塚省吾作品集 3 まぶしい季節  芸術新聞社 1997
- 美神讃歌 BSSポストカードブック 美術出版社 1997
- 女 美術出版社 1999
- あさきゆめみし 芸術新聞社 2000
- いろはにおえど 芸術新聞社 2004
- 美（うま）しうるわし　芸術新聞社、2009